# Дограма
Дограма (туркм. dograma) — одно из самых известных блюд национальной туркменской кухни. Готовится в дни религиозных праздников, совершения ритуалов. В переводе с туркменского языка, название означает «крошево». 

## Рецепт
Приготовление дограмы не отличается большой сложностью — нужны свежая баранина, репчатый лук и чурек-петир, изготовленный по специальному рецепту , где тесто замешивается без дрожжей. Петир - это более плотный сорт хлеба, который отличается от повседневного чурека. 
Баранину отваривают в большом казане, на открытом огне и на свежем воздухе, она должна очень хорошо провариться и легко отделяться от костей. Свежеиспеченный чурек-петир и отваренную баранину остужают. А потом начинается коллективное приготовление дограма, в котором обычно участвует вся семья, при этом хлеб вручную крошится на мелкие кусочки, очень мелко режется лук и перемешивается с мелко накрошенным чуреком. Затем смесь заворачивают в спесиальную скатерть (сачак) и дают некоторое время отлежаться.
Одновременне, от кусков баранины вручную отщипываются небольшие кусочки мяса, режутся и разделяются на волокна. Затем тщательно смешивают все компоненты — чурек, лук, мясо. Обычно одну треть смеси составляют мясо и лук, а две трети - чурек. Дограма можно есть в сухом виде, а также добавив бульон из сваренной баранины. 

## История
Является одним из самых древних туркменских блюд, которое возникло еще в языческие времена и было частью обрядов жертвоприношения.

## Международное признание
В 2023 году, на фестивале Embrace The World, Embrace The Diversity, проходившем в Пекинском транспортном университете в Китае, туркменское блюдо дограма было признано лучшим блюдом мероприятия.